# Povratna zanka
Povrátna zánka ali feedback [fídbek] se pogosto uporablja kot sopomenka za dvosmerno komunikacijo, izvirno pa je povratna zanka izraz iz kibernetike. Ko opisujejo povratno zanko, jo kibernetski teoretiki primerjajo s stanjem pri termostatu. Termostat opazuje učinke talilne peči ali klimatske naprave, temperaturo zraka, da se odloči, kdaj bo vklopil talilno peč ali klimatsko napravo. Povratna zanka omogoča termostatu, da upravlja s talilno pečjo ali klimatsko napravo, ki nikoli ne sproži komunikacije. Nikoli se namreč ne zgodi, da bi talilna peč ali klimatska naprava naročila termostatu, da uredi temperaturo na primer zaradi porabe goriva, ker bi bila tako velika poraba goriva družbeno neodgovorna. Komunikacija v tem delu je dejansko enosmerna, asimetrična in ne dvosmerna, simetrična. Potemtakem je uporaba strokovnega izraza »feedback« za sopomenko za povratno zanko ali dvosmerno simetrično komunikacijo v primerjavi z njegovim izvirnim pomenom, napačna.